# Facundo Campazzo
Facundo „Facu” Campazzo Avedano (ur. 23 marca 1991 w Córdobie) – argentyński koszykarz, grający na pozycji rozgrywającego, olimpijczyk, od 2023 zawodnik Real Madryt.
Campazzo rozpoczął swoją karierę koszykarską w 2007. Jest wychowankiem klubu Peñarol de Mar del Plata, w którym występuje nieprzerwanie od początku kariery. Z zespołem tym w latach 2010–2012 zdobył trzy tytuły mistrza Argentyny w koszykówce mężczyzn z rzędu, a w roku 2009 tytuł wicemistrza. Na arenie międzynarodowej w barwach Peñarolu dwukrotnie wygrał rozgrywki FIBA Americas League (2008 i 2010), w 2010 zwyciężył także w rozgrywkach Torneo InterLigas.
Campazzo reprezentował Argentynę w kategorii wiekowej do lat 16. W 2007 został powołany na mistrzostwa Ameryki Południowej do lat 16, jednak ostatecznie nie wystąpił w żadnym spotkaniu tych rozgrywek. W 2012 dostał powołanie do seniorskiej reprezentacji Argentyny na mistrzostwa Ameryki Południowej 2012. Podczas tej imprezy zagrał w 5 spotkaniach, w których zdobywał średnio po 10,8 punktów, miał 2,6 zbiórki oraz 3 asysty na mecz. Wraz z reprezentacją swojego kraju wygrał wszystkie 5 meczów i zdobył złoty medal. W tym samym roku otrzymał powołanie na męski turniej koszykówki podczas Letnich Igrzysk Olimpijskich 2012.
30 listopada 2020 został zawodnikiem Denver Nuggets. W październiku 2022 dołączył do Dallas Mavericks. 19 grudnia 2022 zawarł umowę z serbską Crveną Zvezda Meridianbet Belgrad. 18 lipca 2023 zawarł po raz kolejny w karierze umowę z hiszpańskim Realem Madryt.

## Osiągnięcia
Stan na 11 października 2023, na podstawie, o ile nie zaznaczono inaczej.

### Drużynowe
- Mistrz:
  - Euroligi (2015, 2018)
  - Ligi Amerykańskiej (2010)
  - Argentyny (2010, 2011, 2012, 2014)
  - Hiszpanii (2015, 2018, 2019)
  - Serbii (2023)
  - turnieju:
    - Super 8 (2009, 2011, 2013)
    - InterLigi (2010, 2012)
- Wicemistrz:
  - Ligi Adriatyckiej (2023)
  - Argentyny (2009)
- 3. miejsce w Eurolidze (2019)
- Zdobywca:
  - pucharu:
    - Argentyny (2010)
    - Hiszpanii (2015, 2020)
    - Serbii (2023)

  - Superpucharu:
    - Hiszpanii (2014, 2018, 2019, 2020, 2023)
    - Argentyny (2010, 2014)
- Finalista pucharu Hiszpanii (2018, 2019)
- 3. miejsce w Superpucharze Hiszpanii (2017)

### Indywidualne
- MVP:
  - finałów ligi:
    - hiszpańskiej (2019)
    - argentyńskiej (2012, 2014)

  - turnieju Super 8 (2011, 2013)
  - pucharu:
    - Argentyny (2010)
    - Hiszpanii (2020)

  - Superpucharu Hiszpanii (2019, 2020)
- Uczestnik meczu gwiazd ligi argentyńskiej (2011, 2012, 2013)
- Laureat nagród:
  - Największy postęp ligi argentyńskiej (2012)
  - Rewelacja ligi argentyńskiej (2010)
  - Najbardziej spektakularny zawodnik ligi ACB (2017)
- Zaliczony do:
  - I składu:
    - Ligi Adriatyckiej (2023)
    - Ideal Quintet ligi argentyńskiej (2012, 2013, 2014)
    - Ligi Endesa (2019, 2020)[18]

  - II składu Ligi Endesa (2017, 2018)
- Lider:
  - w przechwytach:
    - Eurocupu (2017)
    - ligi:
      - argentyńskiej (2013, 2014)
      - hiszpańskiej (2016, 1,6 – 2017, 1,8 – 2018)[19]
      - serbskiej (2023)

  - w asystach ligi argentyńskiej (2012, 2013, 2014)

### Reprezentacja
- Mistrz:
  - Ameryki (2022)
  - Ameryki Południowej (2012)
  - igrzysk:
    - panamerykańskich (2019)[20]
    - Ameryki Południowej (2014)
- Wicemistrz:
  - Ameryki (2015, 2017)
  - Ameryki Południowej (2014)
  - pucharu Tuto Marchanda (2013)
- Brąz mistrzostw Ameryki (2013)
- Uczestnik:
  - igrzysk olimpijskich (2012 – 4. miejsce, 2016 – 8. miejsce)
  - mistrzostw świata (2014 – 11. miejsce)
  - igrzysk panamerykańskich (2015 – 5. miejsce)
  - Pucharu Borislava Stankovicia (2013)
- Zaliczony do I składu mistrzostw Ameryki (2013, 2017, 2022)
- Lider:
  - mistrzostw Ameryki w:
    - asystach (2015)
    - przechwytach (2022)

  - igrzysk olimpijskich w przechwytach (2016)